# Slim Shady EP
Slim Shady EP (Slim Shady ist Eminems Alter Ego) ist eine EP des US-amerikanischen Rappers Eminem. Sie wurde am 10. Dezember 1997 über das Detroiter Independent-Label Web Entertainment veröffentlicht und ist die erste Veröffentlichung auf der Eminem auch unter seinem Alter Ego Slim Shady rappt, welches er sich vorher zulegte.

## Hintergrund
Im Gegensatz zu Infinite bekam Eminem durch die Veröffentlichung der EP erheblich mehr Aufmerksamkeit bei einer noch über Hip-Hop hinausgehenden Hörerschaft. Sie brachte ihm im März 1998 sogar einen Artikel in der „Unsigned Hype“-Kampagne des Rap-Magazins The Source ein.
Außerdem trug die Slim Shady EP maßgeblich zu Eminems späterem Erfolg bei, da der Präsident von Interscope Records, Jimmy Iovine, die EP dem bereits berühmten Rapper und Produzenten Dr. Dre gab und dieser daraufhin mit Eminem arbeiten wollte. Eminem erhielt einen Vertrag und Dr. Dre nahm mit ihm die The Slim Shady LP auf, auf der unter anderem drei Stücke der Slim Shady EP (If I Had, Just Don’t Give a Fuck, Just the Two of Us) in leicht abgeänderten Versionen oder unter anderem Titel enthalten sind.

## Inhalt
Nach dem eher dürftigen Erfolg seines Debütalbums Infinite und der Kritik, er würde zu sehr nach Nas klingen, entschied sich Eminem auf dieser EP unter seinem Alter Ego Slim Shady auch über kontroversere Themen, wie Drogen, Sex und Gewalt zu rappen. Dies sind somit die Anfänge des Rapstils, mit dem er zwei Jahre später berühmt wurde.

## Produktion und Samples
Die Bass Brothers fungierten wie schon bei Eminems Debüt-Album als ausführende Produzenten, steuerten aber lediglich den Beat zu beiden Versionen von If I Had... bei. Dagegen ist DJ Head für drei Produktionen (Low Down, Dirty, Just the Two of Us, No One's Iller) verantwortlich. Eminems Freund und D12-Mitglied Denaun Porter produzierte beide Versionen von Just Don’t Give a Fuck und den Skit Mommy. Außerdem produzierte DJ Rec den Beat zu Murder, Murder. Am Intro arbeitete Eminem selbst.
Auf der EP sind viele Samples von Liedern anderer Künstler enthalten. So enthält Low Down, Dirty Elemente der Songs Soopaman Luva 3 von Redman und One More Chance (Remix) von Notorious B.I.G. Just Don't Give a Fuck sampelt den Song I Don't Give a Fuck von 2Pac. Bei Just the Two of Us ist das gleichnamige Lied von Grover Washington, Jr. zu hören. Der Track No One's Iller enthält Elemente von Wildflower von Hank Crawford und Murder, Murder beinhaltet Samples der Songs 50 Ways to Leave Your Lover von Paul Simon, Outlaw von 2Pac, sowie SlaughtaHouse von Masta Ace.

## Covergestaltung
Das Cover soll ein Spiegelbild darstellen. Es ist eine in rot gekleidete Gestalt mit aufgesetzter Kapuze zu sehen, welche gegen den Spiegel schlägt, woraufhin dieser zu splittern beginnt. Im oberen Teil befinden sich die Schriftzüge Eminem und Slim Shady EP. Der Hintergrund ist schwarz gehalten. Die Illustration bezieht sich auf den Inhalt des Intros, bei dem Eminem von einer inneren Stimme (Slim Shady) geweckt und aufgefordert wird, in den Spiegel zu sehen, er sich dagegen allerdings sträubt und letztendlich den Spiegel zerschlägt.

## Gastbeiträge
Auf der EP treten vier andere Künstler in Erscheinung. Die Sängerin Kristie Abete ist in beiden Versionen des Songs If I Had... zu hören. Die beiden D12-Mitglieder Swift und Bizarre sowie der Untergrund-Rapper Fuzz Scooter haben auf dem Track No One's Iller Gastbeiträge.

## Titelliste
| Professionelle Bewertungen | Professionelle Bewertungen |
| -------------------------- | -------------------------- |
| Kritiken                   |                            |
| Quelle                     | Bewertung                  |
| allmusic                   | [ 4 ]                      |

| #  | Titel                               | Gastbeiträge                   | Produzent     | Länge |
| -- | ----------------------------------- | ------------------------------ | ------------- | ----- |
| 1  | Intro (Slim Shady)                  |                                | Eminem        | 1:12  |
| 2  | Low Down, Dirty                     |                                | DJ Head       | 4:43  |
| 3  | If I Had...                         | Kristie Abete                  | Bass Brothers | 4:07  |
| 4  | Just Don’t Give a Fuck              |                                | Denaun Porter | 4:04  |
| 5  | Mommy (Skit)                        |                                | Denaun Porter | 0:40  |
| 6  | Just the Two of Us                  |                                | DJ Head       | 4:20  |
| 7  | No One's Iller                      | Swift, Bizarre und Fuzz Scoota | DJ Head       | 4:59  |
| 8  | Murder, Murder                      |                                | DJ Rec        | 4:41  |
| 9  | If I Had... (Radio Edit)            | Kristie Abete                  | Bass Brothers | 4:03  |
| 10 | Just Don't Give a Fuck (Radio Edit) |                                | Denaun Porter | 4:04  |